# Cayo Media Luna
Isla de Media Luna es un islote perteneciente a Cuba. Está cerca de Cayo Guillermo. Es un islote que consta de una casa y de unas tierras que han estado poco habitadas. Fue visitada por Ernest Hemingway y le dio suficiente inspiración para producir la novela Islas en el Golfo (1970).

## Historia
La isla de Media Luna, fue descubierta hace muchos años. Dicha isla sufrió daños debido a la Guerra de Independencia de Cuba. La isla había sido comprada por José Miró, un catalán que emigró a Cuba. Josep Miró prometió que dejaría su isla al primer barón de la línea de descendencia de su hija mayor. Pero, debido a la situación política en ese país, el gobierno comunista cubano expropió la isla de Media Luna a Josep Miró y su familia no ha recuperado la Isla.
Actualmente, la isla está abandonada.
En esta isla se encontraba la Casa Miró, una de las casas más importantes de Cuba en términos aristocráticos.